# Marek Pawełczyk
Marek Pawełczyk (ur. 25 października 1970 w Bytomiu) – polski automatyk, specjalista w zakresie cyfrowego przetwarzania sygnałów,  wibroakustyki i sterowania procesów, profesor nauk technicznych, nauczyciel akademicki, od 2024 rektor Politechniki Śląskiej, członek korespondent Polskiej Akademii Nauk.

## Życiorys
Związany z Wydziałem Automatyki, Elektroniki i Informatyki Politechniki Śląskiej, gdzie uzyskiwał kolejne szczeble kariery zawodowej i akademickiej. W 1995 ukończył studia magisterskie na kierunku Automatyka i Robotyka, w 1999 obronił z wyróżnieniem pracę doktorską zrealizowaną pod kierunkiem prof. Antoniego Niederlińskiego, a w 2005 pracę habilitacyjną. W 2014 postanowieniem Prezydenta RP uzyskał tytuł profesora nauk technicznych.
W 2006 objął stanowisko Zastępcy Dyrektora Instytutu Automatyki, a w 2008 został Kierownikiem Zakładu Systemów Pomiarowych. Po zmianie struktury Wydziału w 2020 został Kierownikiem Katedry Pomiarów i Systemów Sterowania (jednej z 12 katedr Wydziału). W 2016 powołany na stanowisko Prorektora ds. Współpracy i Rozwoju Politechniki Śląskiej, w 2020 powołany ponownie na tę funkcję na kolejną kadencję. 
W kadencji 2020-2022 członek Komitetu Polityki Naukowej, w tym w okresie 1 czerwca-30 listopada 2021 przewodniczący tego gremium. Od 1 października 2020, na dwuletnią kadencję, przewodniczący Konsorcjum Śląskich Uczelni Publicznych. Członek Komitetu Automatyki i Robotyki Polskiej Akademii Nauk. Z dniem 1 stycznia 2022 wybrany członkiem rzeczywistym PAN.
W 2024 został wybrany na stanowisko rektora Politechniki Śląskiej.

## Osiągnięcia naukowe
Autor około 250 publikacji naukowych, w tym 3 monografii, współautor 15 zgłoszeń patentowych w RP, UE i USA, promotor 6 zakończonych przewodów doktorskich. Kierownik 18 projektów badawczych oraz autor około 2000 wdrożeń w przemyśle. Prezes International Institute of Acoustics and Vibration - instytutu naukowego o 30-letniej tradycji działającego w 70 krajach, przewodniczący lub wiceprzewodniczący komitetów organizacyjnych i naukowych 12 konferencji międzynarodowych, członek komitetów naukowych 63 konferencji międzynarodowych, redaktor zarządzający czasopisma International Journal of Acoustics and Vibation. Przewodniczący Kapituły Honorowych Ambasadorów Kongresów Polskich.

## Nagrody i wyróżnienia
Nagrodzony medalem „Omnium Studiosorum Optimo” dla Najlepszego Absolwenta Politechniki Śląskiej, stypendysta krajowy Fundacji na Rzecz Nauki Polskiej dla Młodych Naukowców, stypendysta British Council Fellowship. Laureat nagrody firmy FIAT za Najlepszą Pracę Doktorską, nagrody indywidualnej oraz nagrody zespołowej Ministra Szkolnictwa Wyższego za osiągnięcia naukowe, nagrody Wydziału IV Nauk Technicznych PAN za pracę habilitacyjną i osiągnięcia naukowe, nagrody naukowej firmy Siemens za najlepszą pracę habilitacyjną. Odznaczony Medalem Brązowym za Długoletnią Służbę. Otrzymał tytuł Honorowego Ambasadora Kongresów Polskich.